# Soledades (álbum de José Luis Perales)
Soledades es el nombre del sexto álbum de estudio del cantautor español José Luis Perales, producido por Rafael Trabucchelli. Fue publicado en 1978 por la discográfica española Hispavox (absorbida completamente por EMI en 1985), exclusivamente para Hispanoamérica.
De este álbum se desprende el doble sencillo Soledades/Ya no te quiero (1978), del cual existen dos publicaciones con diferente carátula.

## Listado de canciones

### Disco de vinilo
| Lado A |                   |          |  |
| N.º    | Título            | Duración |  |
| 1.     | «Compraré»        |          |  |
| 2.     | «Pequeño gorrión» |          |  |
| 3.     | «La casada»       |          |  |
| 4.     | «Tú y yo»         |          |  |
| 5.     | «Soledades»       |          |  |

| Lado B |                        |          |  |
| N.º    | Título                 | Duración |  |
| 1.     | «Me duelen»            |          |  |
| 2.     | «Me iré»               |          |  |
| 3.     | «Payaso azul»          |          |  |
| 4.     | «Ya no te quiero»      |          |  |
| 5.     | «Hoy sueño con volver» |          |  |

### Casete
| Lado A |                   |          |  |
| N.º    | Título            | Duración |  |
| 1.     | «Compraré»        |          |  |
| 2.     | «Pequeño gorrión» |          |  |
| 3.     | «La casada»       |          |  |
| 4.     | «Tú y yo»         |          |  |
| 5.     | «Soledades»       |          |  |

| Lado B |                        |          |  |
| N.º    | Título                 | Duración |  |
| 1.     | «Me duelen»            |          |  |
| 2.     | «Me iré»               |          |  |
| 3.     | «Payaso azul»          |          |  |
| 4.     | «Ya no te quiero»      |          |  |
| 5.     | «Hoy sueño con volver» |          |  |

### CD
|       |                        |          |  |  |  |  |  |  |  |  |
| N.º   | Título                 | Duración |  |  |  |  |  |  |  |  |
| 1.    | «Compraré»             | 3:14     |  |  |  |  |  |  |  |  |
| 2.    | «Pequeño gorrión»      | 2:54     |  |  |  |  |  |  |  |  |
| 3.    | «La casada»            | 3:40     |  |  |  |  |  |  |  |  |
| 4.    | «Tú y yo»              | 3:49     |  |  |  |  |  |  |  |  |
| 5.    | «Soledades»            | 3:45     |  |  |  |  |  |  |  |  |
| 6.    | «Me duelen»            | 3:09     |  |  |  |  |  |  |  |  |
| 7.    | «Me iré»               | 3:34     |  |  |  |  |  |  |  |  |
| 8.    | «Payaso azul»          | 4:03     |  |  |  |  |  |  |  |  |
| 9.    | «Ya no te quiero»      | 2:42     |  |  |  |  |  |  |  |  |
| 10.   | «Hoy sueño con volver» | 3:51     |  |  |  |  |  |  |  |  |
| 34:41 |                        |          |  |  |  |  |  |  |  |  |

## Créditos y personal
- Todas las canciones compuestas por José Luis Perales
- Compañía discográfica: Hispavox
- Productor discográfico: Rafael Trabucchelli†

### Créditos y personal
- Cerezo Reyes, José María; Gómez Moreno Miguel Ángel (7 de noviembre de 2012). «MEGUSTAPERALES- Soledades». Consultado el 15 de enero de 2013.

- Datos: Q6131528